# اختلاف المنظر النجمي

حركة اختلاف المنظرالنجمي خلال سنة

في علم القياسات الفلكية اختلاف المنظر النجمي هو التحول الظاهري في موقع أي نجم قريب (أو شيء آخر) إزاء خلفية الأجرام البعيدة الناشئ عن المواقع المدارية المختلفة للأرض ويشير إلى النزوح الظاهري لنجم قريب كما يرى من منظور مراقب على الأرض.
من الصعب جداً تحديد اختلاف المنظر النجمي ووجوده كان موضع نقاش كبير في علم الفلك منذ آلاف السنين. وقد رصد لأول مرة من قبل جوسيب كالاندرلي الذي قدم اختلاف المنظر النجمي لنجم ( α-Lyrae) النسر الواقع في كوكبة القيثارة في عمله ("Osservazione e riflessione sulla parallasse annua dall’alfa della Lira"). ثم فريدريش بيسل في عام 1838 الذي قام بأول قياس ناجح لاختلاف المنظر النجمي لنجم 61 الدجاجة باستخدام مجرام فرانهوفر في مرصد كونيغسبرغ [الإنجليزية]. وغالبًا ما يقاس اختلاف المنظر النجمي باستخدام التزيح السنوي، الذي يعرف بأنه الفرق في موقع النجم كما يرى من الأرض والشمس.